# Lyda Conley
Lyda Conley, de son nom de naissance Eliza Burton Conley (1868-1946), est une enseignante-télégraphiste et avocate wendat qui, accompagnée de sa sœur Leda Conley, a physiquement occupé le cimetière de ses ancêtres en 1906 pour empêcher sa transformation en quartier d'affaires. Elle a ensuite mené un long procès pour faire valoir un traité signé précédemment par les États-Unis, ce qui a indirectement permis de sauver le lieu à travers l'intervention d'un homme politique. Depuis sa mort, elle est elle-même enterrée dans ce parc de Kansas City au Kansas, un monument historique fédéral depuis décembre 2016.

## Jeunesse
Lyda Conley est née entre 1868 et 1869. Son père Andrew Conley était un fermier britannique et sa mère Eliza Burton Zane Conley était en partie Wendat, descendante du célèbre chef Tarhe (en). Lyda est l'une des quatre filles de la famille. Sa mère et sa plus jeune sœur sont mortes lorsqu'elle avait environ 11 ans. Puis son père et sa grand-mère sont morts à leur tour. Tous ont été enterrés dans ce qui est aujourd'hui le Wyandot National Burying Ground (en), dans le centre de Kansas City, au Kansas. Lyda et sa sœur Helena vont à l'école à Parkville, dans le Missouri,, grâce au soutien financier de leur sœur Ida qui travaille comme cuisinière pour la prison locale. Lyda obtient un diplôme de télégraphiste et devient enseignante de cette profession au Spalding Business College.
Lyda Conley décide de devenir avocate au contact de la féministe Lucy Bigelow Armstrong. En mai 1902, elle obtient le diplôme de l'école de droit de Kansa City après deux ans d'étude. Sa promotion de 67 personnes ne compte que quatre femmes. Elle est admise au barreau du Missouri le 21 juin 1902.

## Affaire du cimetière

### Contexte historique
Les Wendats vivaient à l'origine le long du fleuve Saint-Laurent et dans la région des Grands Lacs au Canada. Au début du XVIIIe siècle, les colons européens et d'autres tribus repoussent les Wendats en Ontario ainsi que dans la baie de Detroit, dans ce qui est aujourd'hui le Michigan et l'Ohio. L'Indian Removal Act est promulgué en 1830 et ordonne une nouvelle déportation des Wendats, dernière nation autochtone en Ohio : en 1842, environ 700 personnes partent en bateau à vapeur sur le Mississippi, puis sur le Missouri jusqu'à sa confluence avec la rivière Kaw, au cœur de l'actuelle région de Kansas City. Lorsque les Wendats arrivent, beaucoup d'entre eux tombent malades de la rougeole. Près de 100 personnes meurent, et le cimetière est créé en 1843 pour les enterrer. La plupart des tombes ne portent pas de noms, conformément à la tradition. Des tensions politiques au sein des Wendats, notamment entre la majorité abolitionniste et la minorité esclavagiste, ont conduit à la création d'un deuxième cimetière,.
En 1855, le gouvernement américain demande un nouveau traité afin d'acquérir les terres des Wendats. Les négociations aboutissent à une alternative pour les Wendat: soit rester au Kansas mais renoncer à leur nationalité Wendat pour devenir des citoyens étasuniens « civilisés », soit déménager dans une réserve en Oklahoma, auquel cas ils pourraient conserver leurs droits en tant qu'autochtones (en). Ceux qui sont considérés indésirables à la citoyenneté étasunienne par l'administration étatique, notamment les « idiots » et les alcooliques, n'ont pas le choix et sont d'office relégués en Oklahoma, accueillis dans un premier temps au sein de la réserve sénéca. En conséquence, la tribu Wendat se divise entre ceux qui décident de rester au Kansas et ceux chassés en Oklahoma (environ 250). Le cimetière est censé rester protégé – à perpétuité selon les termes du traité – mais il n'est plus clair à qui reviennent les droits sur ce terrain.

### Vente
Au long du XIXe siècle, la ville de Kensas City s'étend, et un quartier particulièrement florissant apparaît autour du cimetière. À partir de 1886, date de la création officielle de la municipalité, l'historien spécialiste des Wendats William E. Connelley (en) se rend compte du statut juridique flou du terrain du cimetière, et du profit qu'il serait possible d'en tirer en le vendant à des promoteurs immobiliers. En 1899, il décide de contacter le gouvernement de la réserve Wendat d'Oklahoma, (re)constitué par les déportés Wendats en 1867, afin de les convaincre de lui donner un mandat pour la vente du cimetière. Les Wendats d'Oklahoma signent le contrat, qui ménage une commission de 15% à Connelley sur le prix de vente final. En 1906, Connelley parvient à faire passer une loi au parlement du Kansas autorisant l'exécration du cimetière et enjoignant l'exhumation des restes pour les transférer dans le deuxième cimetière plus récent. Lyda Conley apprend cette résolution et se détermine à empêcher coûte que coûte la destruction du cimetière.
Une nuit de l'été 1906, Lyda et sa sœur Lena s'introduisent dans le cimetière. Elles apposent sur chaque tombe de leurs ancêtres une pancarte portant la mention « Trespassers, Beware » (intrus, prenez garde). Elles construisent une cabane près des tombes de leurs parents, l'adornent de deux drapeaux étasuniens, s'arment, et menacent « que le premier homme qui poserait une motte de terre sur l'une de ces tombes aurait à en poser une autre pour les sœurs Conley ou bien se ferait soi-même enterrer. » Ce mode d'action leur attire le soutien des clubs de lecture féminins de la région. Le 11 juin 1907, Lyda Conley engage une action en justice afin d'enjoindre l'annulation de la résolution autorisant la vente du cimetière. Elle se retrouve confrontée à James Rudolph Garfield en tant que représentant du ministère de l'Intérieur. Elle argumente une inconstitutionnalité en vertu de l'article VI de la Constitution des États-Unis en relation avec le traité de 1855, mais se voit opposer un non-lieu au motif qu'elle n'aurait pas d'intérêt à agir et que sa cause ne présenterait pas une pertinence suffisante. En 1910, Lyda Conley, après plusieurs années de persévérance, parvient à faire appel des différents rejets prononcés devant la Cour suprême des États-Unis. N'ayant trouvé aucun avocat pour la sponsoriser et lui permettre de plaider comme avocate à cette cour spéciale, elle s'y rend en tant que simple justiciable, accompagnée de Leda Conley. Elle est la troisième femme et la première autochtone à comparaître devant cette juridiction. Les justices suprêmes la déboutent en s'appuyant sur une jurisprudence selon laquelle les puissances publiques des É.-U.A. seraient habilitées à révoquer unilatéralement des traités conclus avec des nations autochtones. La plaidoirie de Lyda Conley attire toutefois l'attention du sénateur au Kensas Charles Curtis, lequel obtient en fin de compte le 13 février 1913 l'abandon de la vente du cimetière.
Les sœurs Conley continuèrent toute leur vie à veiller sur le cimetière de leurs ancêtres, et furent arrêtées plusieurs fois alors qu'elles tentaient de stopper des manœuvres qu'elles estimaient destructrices. Lyda Conley choisit ainsi de passer 10 jours en prison en 1930, plutôt que de payer un amende. Elle meurt le 28 mai 1946. Après sa mort, de nouvelles tentatives de faire vendre le cimetière voient le jour. Le 15 septembre 1958, Lena Conley, la dernière des quatre sœurs, meurt à son domicile de Kansas City, au Kansas. Trois jours plus tard, elle est enterrée près des tombes de sa famille. Sa pierre tombale qu'elle a elle-même dessinée porte son nom de naissance, son nom autochtone Floating Voice (Voix flottante) et l'avertissement suivant : « Maudits soient les méchants qui s'en prennent à leurs tombes,. »